# Les Caïds
Pour plus de détails, voir Fiche technique et Distribution.
Les Caïds est un film français réalisé par Robert Enrico, sorti en 1972. 
Le film est une adaptation du roman de M.G. Braun : L'enfer est au sous-sol.

## Synopsis
Thia et Murelli, qui vivent de spectacles de cascades automobiles, arrondissent leurs fins de mois en effectuant des petits cambriolages. Thia tombe par hasard sur une scène de jalousie où Jock tue dans un bar sa compagne et l'amant de celle-ci. Il décide d'aider Jock à s'en sortir et le recueille. Celui-ci ne tarde pas à tomber amoureux de Célia, la fille de Murelli, et le jeune couple assiste les deux compères sur un dernier gros coup. Mais rien ne va se passer comme prévu.

## Fiche technique
- Producteur : Michel Ardan
- Dialogue : Pierre Pelegri
- Assistant réalisateur : Bernard Queysanne
- Adaptation : Pierre Pelegri et Robert Enrico
- Directeur de production : Gérard Crosnier
- Directeur de la photographie : Jean Boffety
- Compositeur : François de Roubaix
- Chef décorateur : Max Douy et Serge Douy
- Ingénieur du son : William Sivel
- Montage : Eva Zora
- Genre : thriller
- Durée : 91 minutes
- Date de sortie : 1er novembre 1972 en France

## Distribution
- Serge Reggiani : Thia
- Jean Bouise : Nino Murelli
- Juliet Berto : Célia Murelli, la fille de Nino
- Patrick Bouchitey : Jock
- Michel Constantin : Weiss
- Christian de Tillière : le chauffeur de Weiss
- Luce Garcia-Ville : Lily
- Françoise Giret : l'amie de Thia
- Françoise Fleury : la tante de Célia
- Robert Lombard : l'avocat
- Roland Bertin : le banquier
- Liliane Gaudet : la femme du banquier
- Jacques Rispal : le caravanier pris en otage
- Rémy Julienne : Jérémy
- Danièle Évenou  : la compagne de Jock
- Michel Ardan : René Bazin
- Pierre Frag : un détenu